# Bodziec dystalny
Bodziec dystalny – bodziec działający na narządy zmysłów z pewnej odległości. 
Bodźcem dystalnym jest np. oglądany ekran komputera, a światło emitowane przez monitor, padające na siatkówkę oka staje się bodźcem proksymalnym.
Zmysły możemy podzielić na: 
- kontaktowe (takie jak zmysł dotyku czy smaku) - nie ma bodźców dystalnych lub bodźce dystalne są jednocześnie proksymalnymi.
- odbierające bodźce z dystansu (takie jak wzrok, słuch, węch) - tutaj możemy mówić o bodźcach dystalnych.

Zadaniem mózgu jest odtworzenie w miarę wiarygodnego obrazu bodźca dystalnego w spostrzeżeniu, przy wykorzystaniu informacji, jakich dostarcza o bodźcu zmysł oraz informacji zmagazynowanej w pamięci długotrwałej.